# Geranium aequale
Geranium aequale là một loài thực vật có hoa trong họ Mỏ hạc. Loài này được (Bab.) Aedo mô tả khoa học đầu tiên năm 1997.